# 安井丈夫
安井 丈夫（やすい たけお、1872年8月28日（明治5年7月25日） - 1920年（大正9年）3月22日）は、日本の政治家、衆議院議員（1期）。

## 経歴
岡山県出身。法律と経済学を学ぶ。小学校教員、県吏となり、神戸家畜(株)専務取締役社長、岡山銀行、岡山貯蓄銀行、各専務取締役、美作銀行、中備銀行、物産貿易会社各重役、内外物産会社大阪支店長、加島家広岡商業部主事兼加島銀行監督、岡山日報社名誉社員となり、北清貿易を営んだ。
1903年の第8回衆議院議員総選挙において岡山県郡部から立憲政友会公認で立候補して当選した。衆議院議員を1期務め、1904年の第9回衆議院議員総選挙は不出馬。1920年に死去した。